# Johnny Williams (rugby à XV, 1882)
Ne doit pas être confondu avec Johnny Williams (rugby à XV, 1996).
Pour les articles homonymes, voir Johnny Williams, John Williams et Williams.

a Compétitions nationales et continentales officielles uniquement.

b Matchs officiels uniquement.
John Lewis Williams dit Johnny Williams, né le 3 janvier 1882 à Whitchurch dans la banlieue de Cardiff et mort au front le 12 juillet 1916 à Mametz, est un joueur de rugby gallois, évoluant au poste d'ailier pour le pays de Galles.

## Biographie
Né à Whitchurch dans la banlieue de Cardiff, Johnny Williams fait sa scolarité à la Cowbridge Grammar School. Au cours de sa carrière en club, il joue avec le Newport RFC de 1899 à 1903, le Cardiff RFC de 1906 à 1911 mais aussi avec les Harlequins, les London Welsh et le Glamorgan RFC,. Il dispute son premier test match le 1er décembre 1906 contre l'Afrique du Sud et son dernier contre l'Irlande le 11 mars 1911. Il joue un total de 17 matches et inscrit 17 essais. Il joue également deux test matches avec les Anglo-Gallois en tournée en 1908 en Nouvelle-Zélande.
Il prend part à la Première Guerre mondiale où il est incorporé aux 16e bataillon des Royal Welsh Fusiliers du 38e division d'infanterie britannique. Le 7 juillet 1916, il est blessé lors de la bataille de la Somme et il est évacué à un poste de secours. Il y meurt des suites de ses blessures le 12 juillet 1916.

## Palmarès
- Deux victoires dans le tournoi britannique en 1908 et 1909.
- Deux Triples Couronnes en 1908 et en 1909.
- Grand Chelem en 1911.

## Statistiques en équipe nationale
- 17 sélections pour le pays de Galles.
- 51 points marqués (17 essais).
- Sélections par année : 1 en 1906, 3 en 1907, 4 en 1908, 4 en 1909, 1 en 1910, 4 en 1911.
- Participation à quatre tournois britanniques en 1906, 1907, 1908 et 1909.
- Participation aux Tournois des Cinq Nations en 1910 et 1911 (avec un Grand Chelem en 1911).